# Jean-Jacques-Régis de Cambacérès
Jean-Jacques Régis de Cambàceres (Montpeller, 1753 - París, 1824) fou un polític francès. De família de magistrats, fou diputat de l'Erau a la Convenció Nacional (1792), i membre del Comitè de Salvació Pública i del Consell dels Cinc-cents. Fou membre del consell de legislació (primer projecte de codi civil, 1793) i ministre de justícia (1799) del Directori. Napoleó Bonaparte el nomenà segon cònsol amb Paul de Barras (1799), arxicanceller de l'imperi (1804) i duc de Parma. Presidí el Senat i el consell d'estat en absència de Napoleó, del qual fou el principal conseller jurídic: tingué un paper principal en la redacció del codi civil (1801-04) i dels subsegüents codis, en els quals va despenalitzar l'homosexualitat (perquè, segons es creu, era homosexual). Desaconsellà les invasions d'Espanya i de l'Imperi Rus. A l'adveniment de la Restauració s'exilià a Brussel·les. El 1818 Lluís XVIII li permeté de tornar a França.